# Lhéraule
Lhéraule är en kommun i departementet Oise i regionen Hauts-de-France i norra Frankrike. Kommunen ligger i kantonen Songeons som tillhör arrondissementet Beauvais. År 2022 hade Lhéraule 202 invånare.

## Befolkningsutveckling
Antalet invånare i kommunen Lhéraule
| Referens: INSEE |